# حسن أقصبي
حسن أقصبي (5 ديسمبر 1934 - 9 نوفمبر 2024)، هو لاعب كرة قدم مغربي. وُلد بمدينة طنجة في عام 1934، يُعتبر أقصبي من أفضل اللاعبين المغاربة المحترفين حيث صال وجال في ملاعب الكرة الفرنسية منذ خمسينيات القرن العشرين، بدأ مشواره الكروي مع نادي الفتح الرباطي سنة 1952 ومثله إلى غاية 1955 قبل أن يحترف في صفوف نادي نيم أولمبيك وصنع مجد النادي خلال 6 سنوات شارك أقصبي معه في 204 مباريات وسجل 119 هدفاً هذا الرقم جعل نادي ريمس يفعل المستحيل من أجل جلب الهداف المغربي خصوصاً بعد إصابة نجمه جاست فونتين، إنضم أقصبي إلى ريمس سنة 1961 شـارك معه في 78 مباراة وسجل 48 هدفاً محافظاً على حسه التهديفي ومع حلول سنة 1963 واقتراب ريمس من الإفلاس قام النادي بالموافقة على بيع أقصبي إلى نادي موناكو حيث لعب له موسم 1963-1964 هذه التجربة لم تكن ناجحة لأقصبي حيث لم يشارك سوى في 11 مقابلة وسجل 6 أهداف ليعود من جديد إلى ناديه السابق ريمس ولعب له موسم 1964-1965 شارك في 28 مباراة وسجل 13 هدفاً، ليعود سنة 1965 لفريقه الأم الفتح الرباطي الذي دافع عن ألوانه إلى حين اعتزاله سنة 1970 ، وقد صنف حسن أقصبي الهداف الإفريقي التاريخي للدوري الفرنسي وفي المركز 11 لهدافي الدوري على مدار التاريخ بواقع 173 هدفاً.
أما بخصوص مشاركة أقصبي الدولية فقد بدأت عام 1960 لكنه لعب للمنتخب فترات متقطعة بسبب الصعوبات التي كان يواجهها المحترفون المغاربة للعب لمنتخبهم ومن المباريات الشهيرة التي لعبها أقصبي من المغرب تلك التي كانت في إيطار تصفيات مونديال 1962 ضد إسبانيا في مدريد لمعرفة المتأهل حيث خسروا 1-0 أمام الإسبان وقد غضب الملك الحسن الثاني على أقصبي لمبالغته في المراوغة بدل التسديد في إحدى الفرص التي كانت ستمنح الفوز للمغرب وبالتالي بلوغ مونديال 1962 لأول مرة، كما أن من المباريات الشهيرة تلك القمة الودية ضد ألمانيا الشرقية في 11 ديسمبر 1960 والتي انتهت بفوز ألمانيا 3-2 وكان أقصبي هو من سجل هدفي المغرب آنداك، كما أنه كان ضمن الأئحة المتوجهة إلى المكسيك لخوض غمار مونديال 1970 لكن إصابة تعرض له في البطولة المغربية حرمته من المشاركة مع المنتخب المغربي في أول مشاركة مونديالية ليعتزل بعدها اللعب الدولي واللعب بصفة عامة عن سن 34 سنة.

## مسيرته الكروية
لعب حسن أقصبي خلال مسيرته الاحترافية مع 4 أندية في سبعة عشر موسمًا وسجل خلالها 184 هدف ضمن 317 مباراة. حيث فاز في موسم واحد بالكأس وفي موسم واحد بالدوري.
خاض حسن أقصبي مسيرته مع نادي نيم أولمبيك في موسم 1955–56 ليلعب معه ستة مواسم، مشاركًا في 204 مباراة سجل خلالها 119 هدف. ثم انتقل إلى نادي ستاد ريمس في موسم 1961–62 ليلعب معه أربعة مواسم، حيث شارك في 102 مباراة سجل خلالها 59 هدفًا. لينتقل بعدها إلى نادي الفتح الرياضي في موسم 1965–66 ليلعب معه ستة مواسم، لم يشارك في أي مباراة ولم يسجل أي هدف.

## الإنجازات
نيم أولمبيك
- كأس تشالرز دراكو : 1956
- كأس فرنسا : الوصيف 1958، 1961

 ستاد ريمس
- الدوري الفرنسي : 1962
- كأس محمد الخامس : 1962

 الفتح الرباطي
- كأس العرش : 1967

فردية
- الهداف الإفريقي في تاريخ الدوري الفرنسي بـ 173 هدف في 293 مباراة.
- الهداف التاريخي لنادي نيم أولمبيك بـ 140 هدف.
- الهداف رقم 11 في تاريخ الدوري الفرنسي بـ 173 هدف في 293 مباراة.

## روابط خارجية
- حسن أقصبي على موقع قاعدة بيانات كرة القدم.إي يو (الإنجليزية)
- حسن أقصبي على موقع ناشيونال فوتبول تيمز (الإنجليزية)
- حسن أقصبي على موقع عالم كرة القدم.نت (الإنجليزية)
- نجوم بلادي: حسن أقصبي